# Showtime (película)

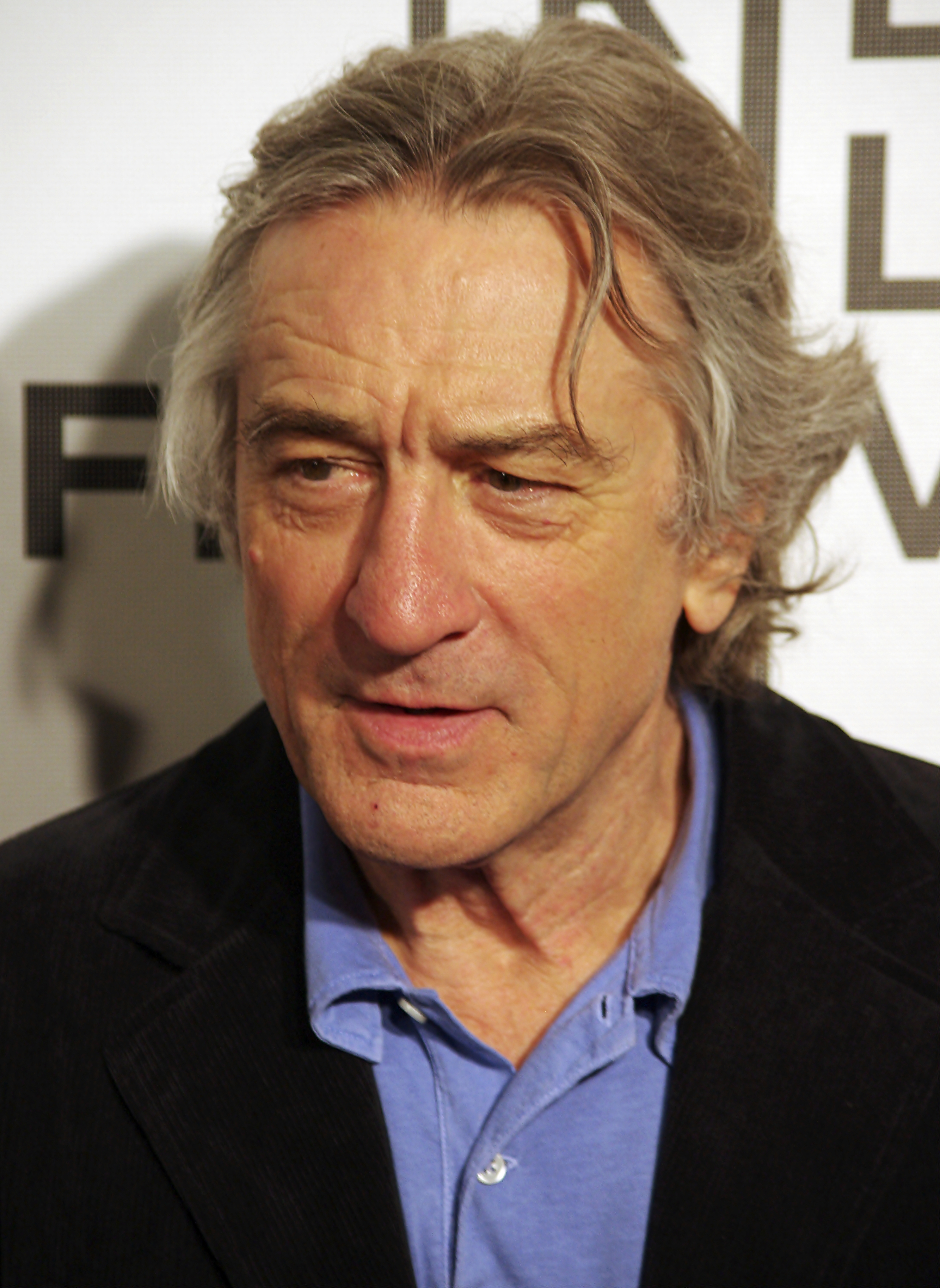
Robert de Niro

Showtime es una película del género de  comedia y acción, del año 2002, protagonizada por Robert De Niro y Eddie Murphy, dirigida por Tom Dey. 
Fue nominada a 2 razzies: peor actor y peor pareja en la pantalla.

## Argumento
La película gira en torno a dos policías que son muy diferentes entre sí: el detective Mitch Preston (Robert De Niro) es un hombre de pocas palabras, poca paciencia y aún menos estilo, mientras que el agente de patrulla Trey Sellars (Eddie Murphy) es un actor frustrado que pasa sus jornadas laborables arrestando a carteristas y las noches perfeccionando poses de acción delante de un espejo, esperando la gran oportunidad que cambie su vida. El jefe de policía es convencido por una productora de televisión, Chase Renzi (Rene Russo), de la publicidad que supondría para el cuerpo el dejar que su equipo siga a Mitch día y noche para hacer un reality show en directo sobre policías. Estos se convertirá en un infierno para Mitch, mientras que Trey verá su sueño hecho realidad.

## Reparto
- Robert De Niro como el detective Mitch Preston.
- Eddie Murphy como el oficial Trey Sellars.
- Rene Russo como Chase Renzi.
- Pedro Damián como César Vargas.
- Drena De Niro como Annie.
- William Shatner como él mismo
- Mos Def como Lazy Boy.
- Mel Rodríguez como el conductor del vehículo blindado.

## Doblaje
| Personaje               | Actor original (EE. UU.) | Actor de doblaje (España) | Actor de doblaje (Hispanoamérica) |
| ----------------------- | ------------------------ | ------------------------- | --------------------------------- |
| Detective Mitch Preston | Robert De Niro           | Ricardo Solans            | Gabriel Pingarrón                 |
| Oficial Trey Sellars    | Eddie Murphy             | Juan Fernández            | Javier Rivero                     |
| Chase Renzi             | Rene Russo               | Marta Angelat             | Rebeca Manríquez                  |
| T.J. Hooker             | William Shatner          | Constantino Romero        | Raúl de la Fuente                 |
| Annie                   | Drena De Niro            | Toni Avilés               | Gisela Casillas                   |
| Ceasar Vargas           | Pedro Damián             | Juan Carlos Gustems       | José Arenas                       |
| Detective Ray           | Nestor Serrano           | Gonzalo Abril             | Enrique Mederos                   |
| Winship                 | Frankie Faison           | Miguel Ángel Jenner       | Humberto Vélez                    |
| Brad Slocum             | Peter Jacobson           | Alberto Mieza             | Jesús Barrero                     |
| Lazy Boy                | Mos Def                  | José Luis Mediavilla      | Benjamín Rivera                   |